# Francisco Gómez Kodela
Francisco Gómez Kodela (Buenos Aires, 3 luglio 1985) è un rugbista a 15 argentino, che gioca come pilone destro nello Stade français.
Gómez Kodela nella sua carriera professionistica vanta la vittoria di due Challenge Cup: la prima con il Biarritz nel 2012, mentre la seconda con il Lione nel 2022.

## Biografia

### Carriera di club
Francisco Gómez Kodela comincia la sua carriera nelle giovanili del Belgrano, in Argentina, per poi passare a giocare con la prima squadra nel massimo campionato del paese sudamericano.
Nell'ottobre 2011 arriva il suo "sbarco" in Europa, firmando un contratto con il Biarritz come joker médical, con lo scopo di sostituire l'infortunato Magnus Lund). Con la squadra basca Kodela arriva a disputare la finale di Challenge Cup contro il Tolone, vincendo con i suoi compagni la gara con il punteggio di 21-18. Le sue prestazioni ed il successo nella manifestazione europea convincono i dirigenti del Biarritz a confermare Kodela nel loro organico, firmando un contratto fino al giugno 2014.
Con la fine del contratto con il Biarritz, Kodela passa all'Union Bordeaux-Bègles, che vuole rimpiazzare il pilone romeno Silviu Florea.
Nell'estate 2016 Kodela firma un nuovo contratto con il Lione, neopromossa nel Top 14. Con i rossoneri Kodela rimane per ben sette stagioni consecutive fino al giugno 2023, momento nel quale le strade tra la squadra e il giocatore argentino si separano definitivamente.
Kodela, subito dopo la Coppa del mondo 2023 (a cui partecipa con la sua nazionale) viene quindi ingaggiato dallo Stade français.

### Carriera internazionale
Nel 2006 Kodela esordisce nella nazionale argentina Under-21.
Con la nazionale maggiore la sua prima convocazione risale al 31 maggio 2008, in un test match disputato contro l'Uruguay a Montevideo.
Fino al 2013 viene sempre convocato con i Pumas, per poi essere lasciato fuori dalle convocazioni per più di sette anni a causa della concorrenza nel suo ruolo di giocatori più giovani e per la preferenza di quei giocatori che militano nelle squadre argentine, soprattutto nella franchigia dei Jaguares.
Ritorna a giocare con i Pumas solo il 14 novembre 2000, all'età di 35 anni, in occasione della vittoria storica ottenuta contro la Nuova Zelanda.
Dopo questa vittoria Kodela riesce a far parte del gruppo che rappresenta l'Argentina nella Coppa del mondo 2023, disputata in Francia. Con i Pumas scende in campo in tutte le 7 gare disputate dalla sua squadra (di cui 5 come titolare), che ottiene la quarta piazza nella manifestazione.

## Palmarès
- Challenge Cup: 2
Biarritz: 2011-12
Lione: 2021-22